# Erioptera limbata
Erioptera limbata är en tvåvingeart som beskrevs av Friedrich Hermann Loew 1873. Erioptera limbata ingår i släktet Erioptera och familjen småharkrankar. Inga underarter finns listade i Catalogue of Life.